# Ashoknagar
Ashoknagar ist eine Stadt im indischen Bundesstaat Madhya Pradesh. Die Stadt liegt im Norden des Bundesstaates und befindet sich nahe dem geografischen Zentrum Indiens. Sie ist Teil der Region Bundelkhand.
Die Stadt ist das Verwaltungszentrum des gleichnamigen Distrikt Ashoknagar. Ashoknagar hat den Status eines Municipal Council. Die Stadt ist in 22 Wards gegliedert.

## Geschichte
Die Stadt ist nach dem Herrscher Ashoka benannte, der hier eine Nacht verbracht haben soll, als er versuchte Ujjain zu erobern.

## Demografie
Die Einwohnerzahl der Stadt liegt laut der Volkszählung von 2011 bei 81.828. Ashoknagar hat ein Geschlechterverhältnis von 914 Frauen pro 1000 Männer und damit einen für Indien üblichen Männerüberschuss. Die Alphabetisierungsrate lag bei 76,89 %. Knapp 82 % der Bevölkerung sind Hindus, ca. 9 % sind Jainas, ca. 8 % sind Muslime und ca. 1 % gehören einer anderen oder keiner Religion an. 14,4 % der Bevölkerung sind Kinder unter 6 Jahren.

## Infrastruktur
Ashoknagar hat Straßen- und Schienenverbindungen zu den wichtigsten Städten des Staates und des Landes. Der Bahnhof Ashoknagar ist der Teil der Eisenbahnstrecke Koda-Bina der West Central Railway Division der Indian Railways.